# Ramses-Platz

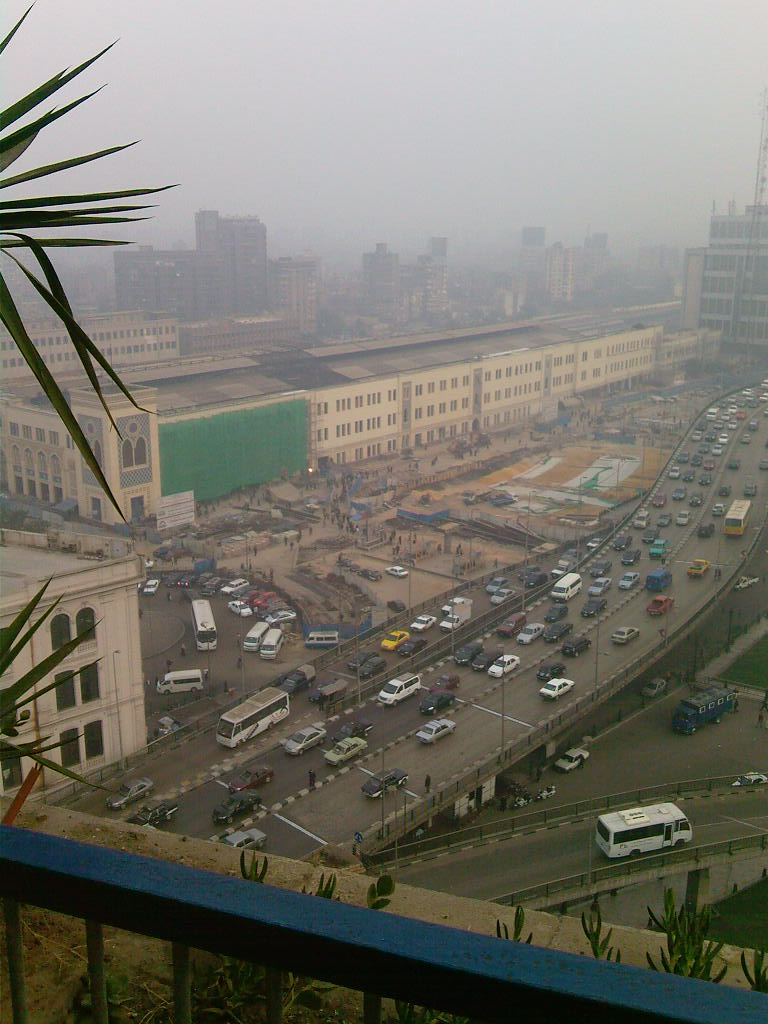
Ramses-Platz im Jahr 2010

Der Ramses-Platz (arabisch ميدان رمسيس, DMG Maidān Ramsīs) ist ein zentraler Platz in Kairo.
Der Name stammt von einer antiken Monumentalstatue des ägyptischen Pharao Ramses II., die sich auf der Mitte des Platzes, einem Kreisverkehr, befand. Die Statue wurde 1955 unter dem ägyptischen Präsidenten Gamal Abdel Nasser aufgestellt. Zuvor hieß der Platz Bab-al-Hadid-Platz (Maidān Bāb al-Ḥadīd). Am 25. August 2006 wurde die Statue von Ramses II. in die Nähe der Pyramiden von Gizeh transloziert, weil die durch den Verkehr auf dem Platz verursachte Luftverschmutzung die Statue zu zerstören drohte.
An dem Platz liegt der Ramses-Bahnhof (arabisch محطة رمسيس Mahattat Ramsīs, DMG Maḥaṭṭat Ramsīs, englisch: Ramses Railway Station), der Hauptbahnhof von Kairo. Zudem hat der Ramses-Platz mit der Station „Al-Shohadaa/Märtyrer“ (ehemals: Mubarak) Anschluss an die Kairoer U-Bahn.
Über die Ramses-Straße und die Brücke des 6. Oktober ist der Platz sowohl mit den westlichen Stadtteilen (Tahrir/Downtown, Dokki und Gizeh) als auch mit den östlichen Vororten Kairos (Heliopolis und ʿAbbāsīya) verbunden.